# 福耳那克斯
福耳那克斯(Fornax)是罗马司炉灶和烤制面包的女神。每年新粮登场时，为了表示对女神的感谢，在2月举行无定期的灶神节-福耳那卡利亚。

## 传说
传说这一节日是由努马·蓬皮利乌斯(Numa Pompilius)确立的。灶神节有在露天灶上烤饼的习俗。庆祝活动以胞族为单位进行，很可能一个胞族就是一个共同做饭进餐的单位。这也证明对福耳尔那克斯的崇拜有很久的历史。